# Lewis White Beck
Lewis White Beck, né le 26 septembre 1913 à Griffin en Géorgie et mort le 7 juin 1997 à Rochester dans l'État de New York, est un philosophe américain, spécialiste de la philosophie allemande et de l'idéalisme allemand.
Beck a été Burbank Professor de philosophie intellectuelle et morale à l'Université de Rochester et y a été directeur du département de philosophie de 1949 à 1966. Il a traduit plusieurs ouvrages d'Emmanuel Kant, tels que la Critique de la raison pratique, et est l'auteur de Studies in the Philosophy of Kant (1965).

## Biographie
Beck est né à Griffin, en Géorgie. Il était le plus jeune d'une famille de quatre enfants élevés par Erasmus W. Beck et Ann H. Beck. Ses frères et sœurs comprenaient Evelyn H. Beck, Edwin H. Beck et Sarah A. Beck. Son père était employé à la fois comme ingénieur et représentant commercial.
Beck a obtenu son baccalauréat (Phi Beta Kappa) de l'Université Emory en 1934, puis sa maîtrise, en 1935, et son doctorat, en 1937, de l'Université Duke. Sa thèse était intitulée : « Synopsis : Une étude sur la théorie de la connaissance ».

### Carrière
Avant de rejoindre la faculté de l'Université de Rochester, Beck est un étudiant international, membre du Rosenwald Fund Fellow à l'Université Humboldt de Berlin (1937-1938); une interview sur ses expériences là-bas a paru dans The Atlanta Constitution le 18 septembre 1938. Il fut également instructeur à l'Université Emory (1938-1941), professeur agrégé de philosophie à l'Université du Delaware (1941-1948) et professeur agrégé à l'Université Lehigh (1946-1948), pour finalement devenir professeur (1948-1949).
Beck rejoint la faculté de l'Université de Rochester en 1949 et il est président de son département de philosophie de 1949 à 1966. Il a également été doyen associé de la Graduate School (1952-1956) ainsi que doyen de la Graduate School (1956-1957), où il a contribué à accroître la reconnaissance internationale du programme de doctorat en philosophie. Pendant cette période, il reçut une bourse Guggenheim dans le domaine de la philosophie (1957). Beck est crédité d'avoir aidé son collègue Colin Murray Turbayne dans son ouvrage Le Mythe de la Métaphore (1962). Il a également collaboré avec son collègue Robert L. Holmes à la publication d'une introduction complète à l'étude de la philosophie, « Enquête Philosophique : Une Introduction à la Philosophie» (1968). En 1970, il a collaboré avec l'érudit kantien Gottfried Martin à l'Université de Bonn pour organiser le premier congrès international sur Kant organisé aux États-Unis et a contribué à établir une collaboration étroite et durable entre les érudits kantiens en Allemagne et en Amérique,.
En 1962, il a été nommé Burbank Professor de philosophie morale et intellectuelle, puis professeur émérite en 1979,. En 1962, il est devenu le premier récipiendaire du prix Edward Peck Curtis de l'Université pour l'excellence en enseignement au premier cycle. Il a ensuite été élu membre de l'Académie américaine des arts et des sciences en 1963 et de l'American Council of Learned Societies en 1964,,,. De 1970 à 1975, Beck a également siégé à la Fondation nationale pour les sciences humaines aux États-Unis. Pendant cette période, il a également été membre du conseil d'administration de l'Académie américaine des arts et des sciences (1970-1978) Il a également été président de l'American Philosophical Association - Division Est (1971-1972).
Au cours de sa longue carrière universitaire, Beck a également été conférencier invité dans plusieurs centres de recherche universitaires de premier plan, notamment: l'Université de Columbia (1950), l'Université George Washington, l'Université du Minnesota (1953), l'Université de Californie à Berkeley (1973), l'Université de Yale.(1974) et le Rochester Institute of Technology (1982-1983). En outre, il a reçu des diplômes honorifiques du Hamilton College, de l'Université Emory et de l'Université de Tubingen,.
En plus de ses activités d'enseignant, Beck a siégé au comité de rédaction de plusieurs revues de recherche philosophique de premier plan, notamment le Journal of the History of Ideas et les Kant-Studien. Au fil des années, il a également siégé au comité de rédaction de la revue The Monist. Ses articles scientifiques ont également été présentés dans cette revue,,. De plus, en 1970, il a été rédacteur en chef des Actes du Troisième Congrès International de Kant. En 1985, il a également contribué à la formation de la North American Kantian Society.
Au fil des années, Beck a été félicité par ses étudiants pour son charme et son esprit. Même après sa retraite officielle en 1979, il a continué à participer à des réunions informelles de jeunes chercheurs en herbe dans le but de partager ses idées uniques sur les œuvres de Kant jusqu'en 1996. On l'a souvent observé en plaisantant en disant que son prix pour un prix d'excellence en enseignement avait été rejeté comme « non imposable » par l'Internal Revenue Service parce qu'il était plus correctement classé comme « non mérité ».

### Affiliations professionnelles
Lewis White Beck était à la fois un membre actif et un membre émérite de l'American Philosophical Association. Il a été président de l'American Philosophical Association - Eastern Division en 1971 ainsi que président de son conseil d'administration (1974-1977). Il a également été président de la North East Society for 18th Century Studies en 1974.

### Honneurs
Beck a reçu des bourses du Fonds Rosenwald en 1937, de la Fondation Guggenheim en 1957  de l'Académie américaine des arts et des sciences en 1963 et de l'American Council of Learned Societies en 1964. Beck a également été le premier récipiendaire du prix Edward Peck Curtis de l'Université de Rochester pour l'excellence en enseignement de premier cycle en 1962.
En outre, Beck a reçu plusieurs diplômes honorifiques de plusieurs institutions universitaires de premier plan, notamment : le Hamilton College, l'Université Emory et l'Université de Tubingen,. Il était également membre honoraire de la Société Kant en Allemagne.
En 2001, Beck a été honoré par plusieurs éminents chercheurs et le philosophe Predrag Cicovaki avec la publication de « L'héritage de Kant : Essais en l'honneur de Lewis White Beck ». L'éminent spécialiste de la philosophie allemande Walter Kaufmann a également rendu un hommage particulier à l'érudition de Beck dans son ouvrage sur Goethe, Kant et Hegel en 1980,.

### Fin de vie
Beck a pris sa retraite de l'enseignement à l'Université de Rochester en 1979 et est décédé en 1997 à l'âge de 83 ans à Rochester, New York. Il laisse dans le deuil son épouse Caroline ainsi que ses deux fils Brandon et Hamilton ainsi que deux petits-fils.

## Champs de recherche et intérêts philosophiques

### Emmanuel Kant
Beck est surtout connu pour ses recherches sur les écrits collectifs du philosophe allemand Emmanuel Kant. Parmi ses publications figure une traduction de la vaste Critique de la raison pure de Kant en 1949. Il a également acquis une large reconnaissance nationale et internationale dans les cercles universitaires pour son érudition, ses commentaires et sa connaissance encyclopédique des œuvres philosophiques de Kant,,. Son livre complet, A Commentary on Kant's Critique of Practical Reason (1960), a été salué par le professeur A. R. C. Duncan de l'Université Queen's comme « un élément incontestablement de premier ordre de l'érudition Kantienne qui se classe parmi les grands commentaires allemands, français et britanniques sur Kant ». En Allemagne, il a également été cité dans la revue Kant-Studien comme l'un des premiers chercheurs de la tradition anglo-saxonne à compiler une revue complète des débuts de la philosophie allemande avant Kant et à clarifier le travail de Kant dans un tel contexte historique. 
Dans ses nombreux commentaires, Beck a partagé plusieurs aperçus remarquables de la pensée philosophique de Kant. Tout en expliquant la distinction de Kant entre les vérités « analytiques » et « synthétiques » et son concept de « synthétique a priori », Beck s'est demandé si certains jugements synthétiques devaient être classés comme analytiques, et si Kant avait identifié à tort certains « jugements contingents » comme des « jugements nécessaires ». Il a en outre observé que l'utilisation par Kant du terme « synthétique » semble véhiculer des significations différentes dans les écrits de Kant sur la logique transcendantale si on les compare à ses écrits sur la théorie de la logique générale. Beck a en outre observé que cette divergence de sens explique la confusion malheureuse dans l'esprit de nombreux étudiants qui explorent les traductions des œuvres de Kant de l'allemand original vers l'anglais,.
Beck a également soutenu que la Critique de la raison pratique de Kant a souvent été négligée par les lecteurs modernes et parfois aussi supplantée dans l'esprit de nombreux chercheurs par les Fondements de la métaphysique des mœurs. Il a affirmé qu'une compréhension complète de la philosophie morale de Kant peut facilement être atteinte en examinant la « deuxième critique » de Kant qui propose une analyse des concepts à la fois de liberté et de raison pratique. Dans son « Commentaire sur la Critique Kantienne de la Raison Pratique » (1961), Beck affirme que la « deuxième critique » de Kant sert à tisser ces divers courants dans un modèle unifié pour sa théorie sur l'autorité morale en général,.
Beck soutient également que Kant a révisé sa résolution initiale de l'antimoine entre les deux concepts de liberté et de déterminisme, présentée pour la première fois dans la « Critique de la raison pure ». Selon Beck, cette révision transparaît dans la résolution kantienne de l'« Antimoine du Jugement Téléologique », présentée dans sa  "troisième critique", la « Critique de la faculté de juger » (1790).

### Philosophie laïque
Dans son livre Six Secular Philosophers (1966), Beck a également analysé les caractéristiques générales d'une philosophie laïque et si une telle philosophie peut être formulée pour s'adapter aux croyances et aux valeurs religieuses. Beck a observé que même si une conceptualisation exacte ou précise d’une philosophie laïque peut s’avérer insaisissable, une philosophie laïque nécessitera probablement un appel à la liberté de pensée. Selon Beck, cela devrait également intégrer certains aspects de la pensée religieuse. Dans cette optique, Beck a identifié plusieurs « familles » de philosophes laïcs. Dans son premier groupe, Beck attire notre attention sur les philosophes qui ont limité la portée, la validité et le contenu des croyances religieuses en faisant appel aux efforts scientifiques et philosophiques. Il identifie Baruch Spinoza, David Hume et Kant dans ce groupe. Dans son deuxième groupe, Beck a identifié Friedrich Nietzsche, William James et George Santayana, dont chacun a exploré la relation entre les valeurs religieuses en général et les autres valeurs de la vie. Beck a affirmé que Kant ne pouvait finalement pas adopter l'adhésion de Spinoza à la « substance » ou son appel au « monisme ». Selon Beck, Kant était plutôt d’accord avec Hume sur le fait qu’une interprétation scientifique de la nature ne peut pas servir à elle seule à confirmer une croyance religieuse. Selon Beck, Kant s'est également séparé de Hume en insistant sur le fait qu'une base rationnelle différente pour la pensée religieuse peut être trouvée dans la conscience morale de l'humanité,,.

### Intérêts supplémentaires
Les publications scientifiques de Beck reflètent également son intérêt pour des sujets philosophiques qui ne sont pas, à première vue, directement liés aux œuvres d'Emmanuel Kant. En 1966, il publia un examen philosophique détaillé des caractéristiques des motivations conscientes et inconscientes de l'humanité intitulé « Motifs Conscients et Inconscients ». En 1968, il collabore également avec son collègue Robert L. Holmes de l'Université de Rochester au livre Enquête Philosophique :une Introduction à la Philosophie. Des années plus tard, en 1971, il a également présenté ses idées sur le thème de la recherche de la vie extraterrestre lors de la soixante-huitième réunion annuelle de l'Est de l'American Philosophical Association à New York dans un article qu'il a intitulé « Vie Intelligente Extraterrestre ».
Dans cet ouvrage, Beck retrace l'évolution de la spéculation philosophique concernant la présence de formes de vie extraterrestres intelligentes. Il commence par les écrits anciens de Lucrèce, Plutarque et Aristote, et passe également en revue les contributions de Nicolas Copernic. Il analyse également les œuvres de Charles Darwin, Immanuel Kant, William Whewell et Karl Marx dans l'histoire moderne. Il soutient que nos ancêtres des XVIe et XVIIe siècles étaient en proie à un profond pessimisme face au déclin du monde naturel. Il soutient que cette expérience du « péché » a conduit l'humanité à rechercher la rédemption en recherchant la présence d'« êtres supérieurs » au sein de l'univers. De même, à l’époque moderne, le désespoir et le choc technologique de l’humanité sont dus en partie à la pollution du monde naturel et en partie aux échecs répétés de la croyance morale. Il soutient en outre que des croyances religieuses, philosophiques et existentielles profondément ancrées servent à perpétuer l’idée archétypique rassurante selon laquelle l’humanité n’est pas seule dans l’univers. Beck conclut cependant sur une note optimiste, en suggérant que même si la quête de formes de vie autres ou supérieures dans l'univers pourrait ne pas s'avérer fructueuse, elle pourrait également avoir des conséquences bénéfiques en aidant l'humanité à concrétiser de meilleurs modes de vie ici sur Terre.
Beck a également étudié le concept de « l'homme en tant que créateur ». Son analyse de l'histoire de la philosophie retrace l'interaction de l'idée kantienne du « pays de la vérité » (dans lequel la créativité de l'homme évolue dans le contexte de sa recherche de la connaissance) avec l'idée créative d'un « au-delà inconnaissable » (qui a été cultivée pour la première fois par les philosophes du monde antique). Beck soutient que l'idée platonicienne d'une réalité ultime créative mais cachée fonctionne désormais comme un paradigme plus dominant sous la forme d'un « nervus probandi » dans nos systèmes modernes de pensée et de valeurs éthiques. Il note que trois réponses à un tel changement de paradigme ont émergé. Dans la première, les philosophes nient l'existence d'un tel « au-delà inconnaissable » transcendant en affirmant qu'il n'est que le produit de l'imagination humaine qui peut être facilement rejeté. Beck cite comme exemples les travaux de Carl Marx, Friedrich Nietzsche et de divers savants positivistes. La deuxième réponse possible a été adoptée par des savants qui acceptent qu'une telle réalité cachée existe et soit connue grâce au raisonnement philosophique, à la perspicacité mystique ou à une combinaison des deux. Beck cite comme exemples les travaux de Platon et de Georg Hegel. Enfin, Beck évoque une troisième réponse possible qui incorpore l'affirmation selon laquelle un tel « au-delà inconnaissable » peut exister et que l'humanité en est « indéfectiblement ignorante ». Beck soutient que Thomas d'Thomas Aquinas, Blaise Pascal, Søren Kierkegaard, William James et Emmanuel Kant adoptent tous des variations sur ce thème. Dans cette vision, l’homme n’est créateur d’ordre que dans des limites étroites et ne peut acquérir une connaissance définitive de « l’au-delà inconnaissable ». Néanmoins, un tel domaine est clairement d'une importance existentielle primordiale. Ainsi, au lieu de professer la « connaissance » de son existence, il est conseillé à l’humanité d’affirmer seulement par un acte de foi qu’un tel « au-delà inconnaissable » existe. Beck lui-même semble partisan de ce point de vue lorsqu'il rappelle gentiment à ses lecteurs que:
«Ce n'est pas à moi de vous dire s'il existe une ignorance indéfectible de la réalité ultime. J'ignore s'il y en a ou non. Mais vous devriez penser à ces choses car il n'y a rien de plus important, bien qu'il n'y ait pas de questions plus difficiles ou moins faciles à résoudre. Mais toute la vie d'une personne peut être changée si elle change d'avis sur ces questions.»
Un autre thème central, présent dans plusieurs écrits philosophiques de Beck, est l'importance de distinguer une explication causale des événements naturels et du comportement humain, d'une explication rationnelle ou justification des actions humaines. Selon Beck, il s'agit de deux perspectives totalement différentes sur un même sujet. Par conséquent, aucune de ces deux visions ne peut prétendre à une supériorité métaphysique par rapport à l'autre. En d'autres termes, les explications causales du comportement humain, considérées d'une part, et les évaluations rationnelles des actions, considérées d'autre part, ne sont compatibles que par la reconnaissance qu'elles représentent un idéal régulateur dans la conduite de la recherche humaine. En bref, la résolution par Beck de l'apparente incompatibilité de ces deux idéaux illustre la profonde influence de l'œuvre de Kant sur sa propre perspective philosophique.

## Œuvres
Au cours de sa longue carrière universitaire, Lewis White Beck a publié plusieurs livres et de nombreux articles scientifiques, dont les ouvrages suivants,.

### Textes
- Enquête Philosophique : Une Introduction à la Philosophie, New York - Etats-Unis, Prentice-Hall, 1952[42],[43]
- Un Commentaire sur la Critique Kantienne de la Raison Pratique, Chicago - Etats-unis, Presse de l'Université de Chicago, 1961[44],[45]
- Sur l'histoire, Indianapolis - Etats-Unis, MacMillan, 1963[46]
- Studies in the Philosophy of Kant, Indianapolis - Etats-Unis, Bobbs-Merrill, 1965[47]
- Six philosophes Laïcs, Angleterre, Thoemmes Press, 1966 Rev. 1997[48],[49]
- Philosophie du XVIIIe siècle, New York - Etats-Unis, Simon and Schuster, Editor: Lewis White Beck, 1966[50]
- Première philosophie allemande : Kant et ses Prédécesseurs, Angleterre, Thoemmes Press, 1969[51]
- La théorie de la Connaissance de Kant, Etats-Unis, Dordrecht Springer, Editor: Lewis White Beck, 1974[52]
- L'acteur et le Spectateur, New Haven - Etats-Unis, Presse Universitaire de Yale, 1975[53],[54]
- Essais sur Kant et Hume, New Haven - Etats-Unis, Presse Universitaire de Yale, 1978[55]
- M. Boswell dîne avec le Professeur Kant, Angleterre - Edinburgh, Tragara Press, 1979[56]
- Essays by Lewis White Beck: Five Decades as a Philosopher, Rochester - New York - Etats-Unis, Presses de l'Université de Rochester (1998) Editor: Predrag Cicovaki[57]

### Articles de journaux
- Qualité Secondaire[58]
- Potentialité, Propriété et Accident[59]
- Les Traits Distinctifs d'une Méthode Empirique [60]
- L'« Idéal des Sciences Naturelles » dans les Sciences Sociales[61]
- Remarques sur la Distinction Entre Analytique et Synthétique[62]
- La Théorie de la Définition de Kant[63]
- Sur la Méta-sémantique du Problème de l' Apriori Synthétique[64]
- Motifs Conscients et Inconscients[65]

### Traductions
- Immanuel Kant, Prolégomènes à Toute Métaphysique Future qui Pourra se Présenter comme une Science, New York, Bobbss Merrill Educational Publishing, 1950 (lire en ligne )
- Immanuel Kant (trad. Lewis White Beck), Critique de la Raison Pratique, New York, The Liberal Arts Press, 1956 (lire en ligne )
- Immanuel Kant (trad. Lewis White Beck), Les Fondements de la Métaphysique de la Morale et qu'est-ce que l'Illumination, Upper Saddle River, NJ, Prentice Hall Inc., 1997, 2nd éd. (lire en ligne )

### Archives
- La collection « Lewis White Beck Papers  a été offerte à l'Université de Rochester à des fins d'archivage par le professeur Beck en 1960, 1965, 1969 et 1975. Les manuscrits et les notes contenus dans la collection sont accessibles aux universitaires et aux chercheurs. étudiants de la bibliothèque de livres rares et de Collections Spéciales de l'Université de Rochester, sur demande[66].
- La collection « Manuscrits de Lewis White Beck de la Critique de la raison pratique et d'autres écrits de philosophie morale d'Emmanuel Kant » de l'Université du Delaware contient divers brouillons, épreuves de galère, épreuves de page et l'édition publiée des traductions et des traductions du professeur Beck. édition de l'œuvre d'Immanuel Kant réalisée au cours de son mandat à l'Université du Delaware de 1943 à 1948 et est ouverte à la fois aux chercheurs et aux universitaires[4].